# Marterburg

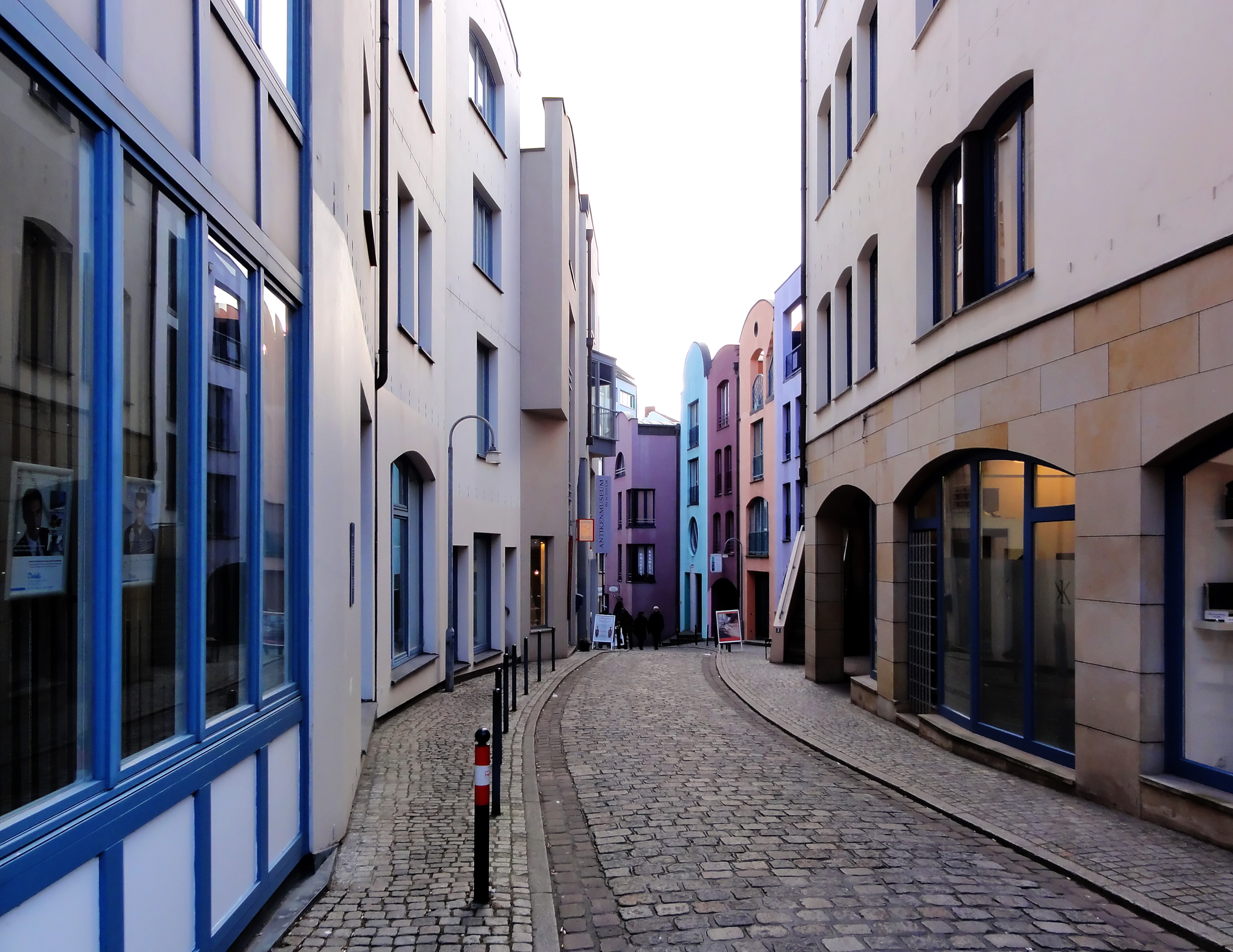
Neue Bebauung nahe der Ostertorstraße

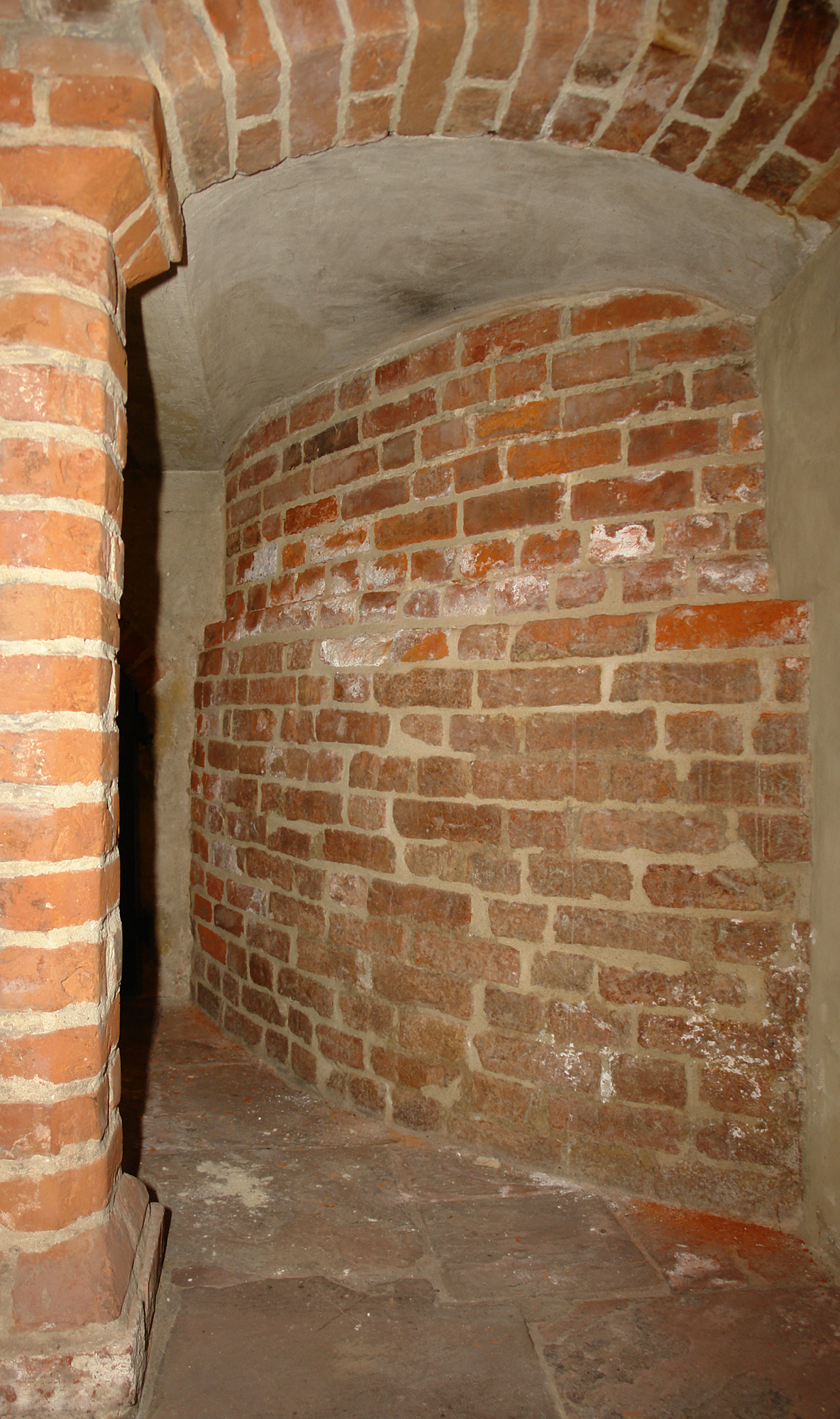
Reste der Stadtmauer

Die Marterburg ist eine Straße in Bremen-Mitte im Schnoorviertel.
Der Name ist abgeleitet von Mattenburg, der Ablieferungs- und Lagerstelle für die Matte, der Korn- und Mehlabgabe. Die Straße verläuft von der Ostertorstraße südwestlich in einem Bogen, bis sie in die Straße Hinter der Holzpforte übergeht. Westlich zweigen Kolpingstraße, Hinter der Balge, Schnoor und Spiekerbartstraße ab. Der Straßenverlauf markiert die Frontalseite einer Häuserreihe, deren Rückseite sich an die östlich gelegene Stadtmauer schmiegte. Die Fundamente von Halbtürmen in den Häusern  Altenwall 9 / Marterburg 50 (unter Denkmalschutz) und Marterburg 45 sind Reste der Stadtmauer.

## Bauwerke

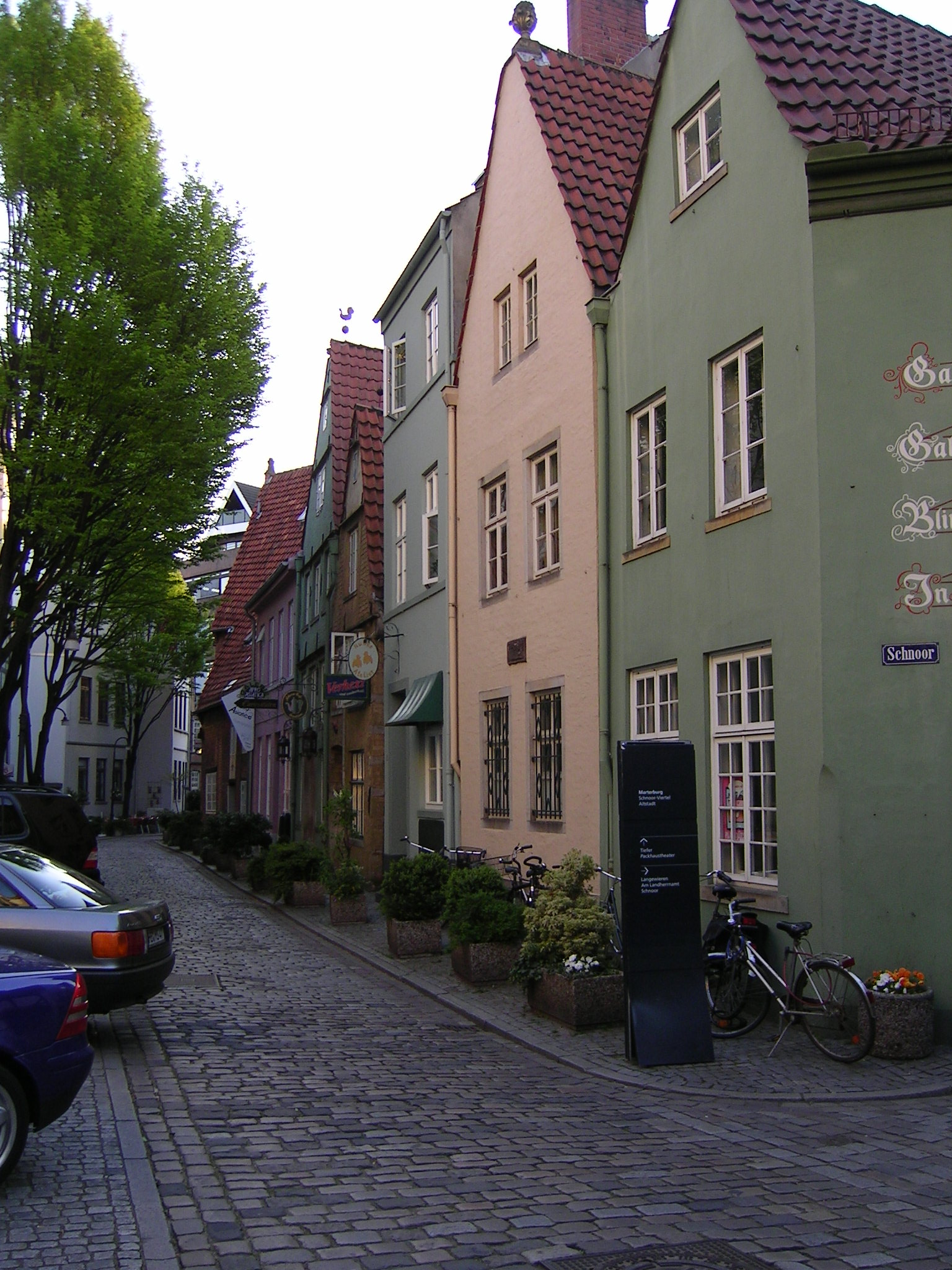
Nr. 25, 26, 27, 28, 29

### Denkmalschutz
Südlich der Kolpingstraße besteht überwiegend alte oder restaurierte Bebauung. 
Die Gebäude Marterburg Nr. 25 (um 1815), 26 (1801/1850), 27 (1629), 28 (Haus Kapitän Lahman, 1629), 29 (Haus Störmer, um 1550 und 1962), 29A/29B (16. Jh., um 1820, 1967), 30, 30A, 31, 32 und 34 (F. A. Vinnen & Co.), 37, 38 und 50 (Bremer Stadtmauer) sowie Schnoor 1/
Marterburg, Hinter der Balge 1/Marterburg stehen seit 1973 unter Bremer Denkmalschutz (Denkmalgruppe Schnoor).

### Neue Bebauung

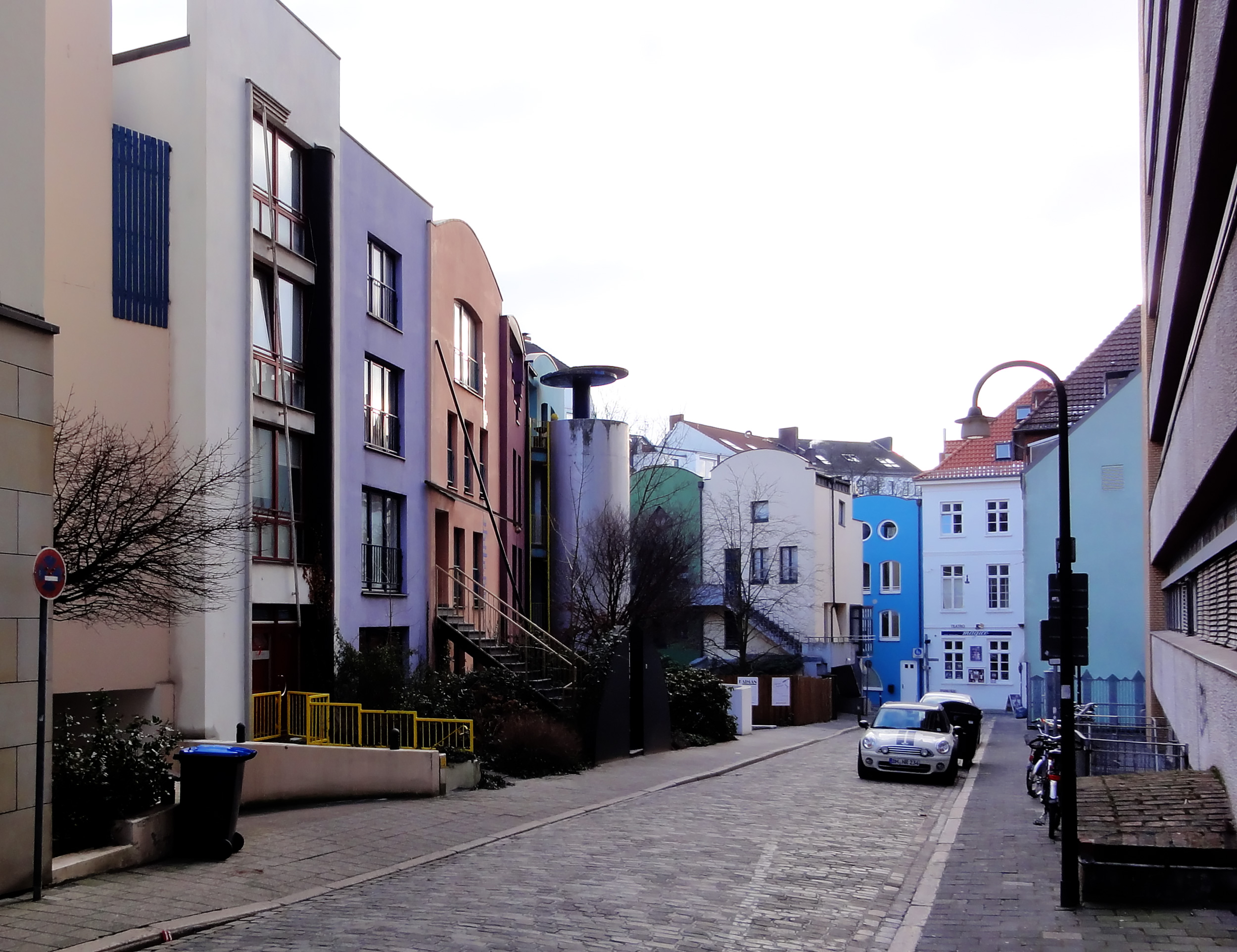
Komturstraße

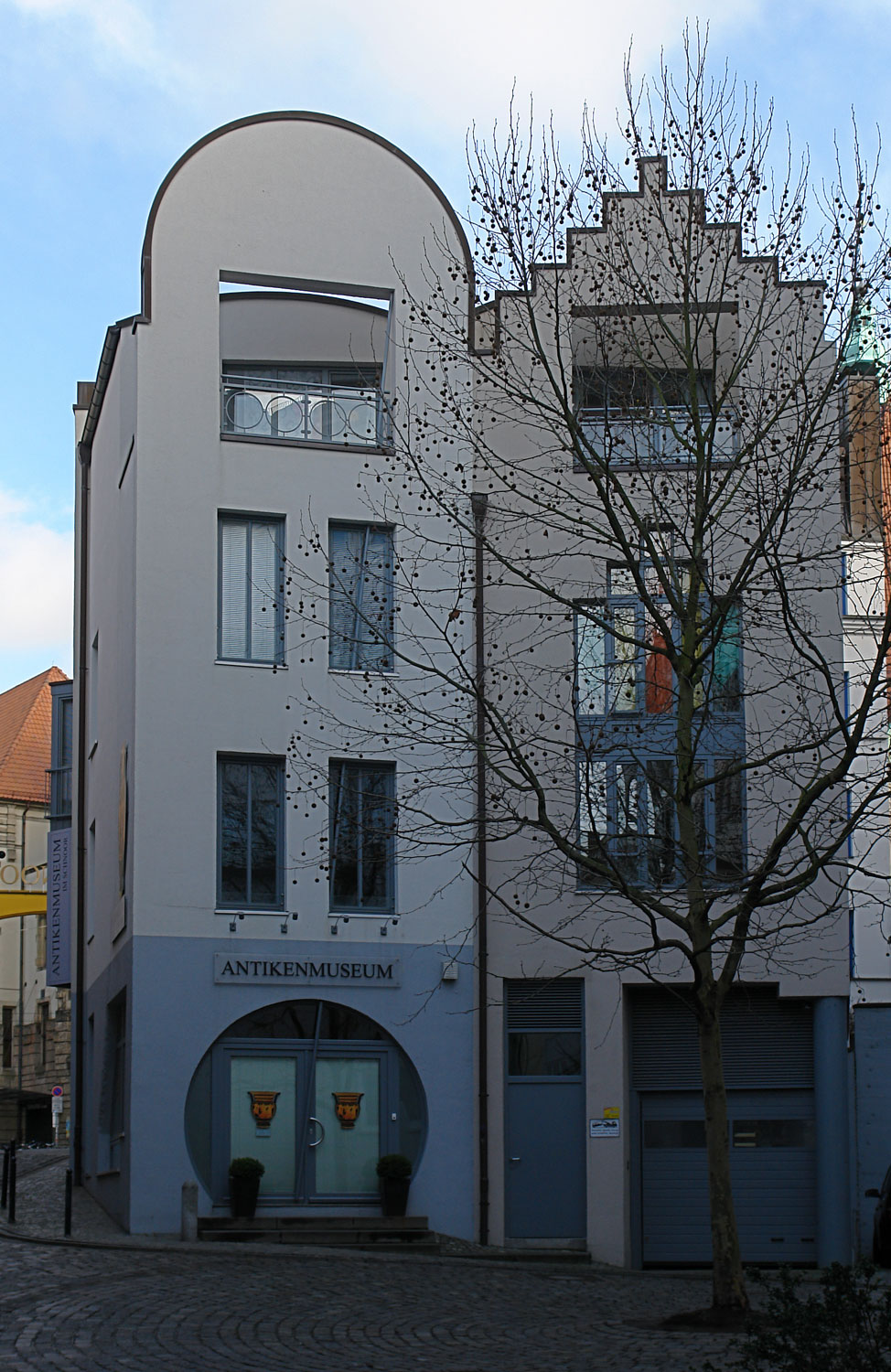
Antikenmuseum im Schnoor

Auf beiden Seiten der Marterburg nördlich der Kolpingstraße mit Anschluss an die parallele Komturstraße und beiderseits der Kolpingstraße zwischen den beiden Straßen wurden in den 1980er und 1990er Jahren Wohn- und Geschäftshäuser nach Entwürfen der Architekten Wolfram Goldapp und Thomas Klumpp gebaut. Auch das Antikenmuseum im Schnoor befand sich hier.
Die Häuser sind sich in ihrer Struktur ähnlich: Im Erdgeschoss Läden, Büros und teilweise Wohnungen, in den Obergeschossen Wohnungen mit Zugang über Außentreppen, Balkone, Dachgärten. Durch die Außengestaltung entstand eine Gruppe von sehr individuellen Gebäuden. Der postmoderne Entwurf mit vielfarbigen Fassaden und verspielten Details ist umstritten.

## Sage
Nach einer von Friedrich Wagenfeld notierten Sage stammt der Name Marterburg von einem Vorfall Anfang des zehnten Jahrhunderts: Eine angreifende Horde war in die  Stadt eingedrungen und wurde beim fluchtartigen Rückzug in die enge Straße abgedrängt. Dort wurden sie aus den Fenstern der Häuser mit siedendem Öl und Wasser übergossen, „so daß sie eines jämmerlichen, martervollen Todes sterben mußten.“